# I Love You, Beth Cooper
I Love You, Beth Cooper is een Amerikaanse film uit 2009 onder regie van Chris Columbus. De film is gebaseerd op het gelijknamige boek van Larry Doyle, die ook meewerkte aan de filmbewerking.

## Verhaal
Een buitenbeentje op de middelbare school die door zijn klasgenoten ook wel omschreven wordt als een nerd verklaart zijn liefde aan Beth Cooper. Zij is het populairste en aantrekkelijkste meisje van de school. Hij wordt voor gek verklaard en uitgelachen. Tot zijn grote verrassing staat nog diezelfde avond Beth voor zijn deur. Maar wat zijn haar bedoelingen?

## Rolverdeling
| Acteur             | Personage       |
| ------------------ | --------------- |
| Hayden Panettiere  | Beth Cooper     |
| Paul Rust          | Denis Cooverman |
| Samm Levine        | Clerk           |
| Lauren London      | Cammy           |
| Alan Ruck          | Mr. Cooverman   |
| Lauren Storm       | Treece          |
| Marie Avgeropoulos | Valli Wooley    |
| Cynthia Stevenson  | Mrs. Cooverman  |
| Shawn Roberts      | Kevin           |
| Jack Carpenter     | Rich Munsch     |
| Andrea Savage      | Dr. Gleason     |

## Productie
Larry Doyle bracht het boek I Love You, Beth Cooper uit in mei 2007. Vrijwel onmiddellijk na de publicatie werd aangekondigd dat de filmstudio Fox Atomic de rechten van het boek had gekocht en van plan was er een verfilming van te maken. Hierbij werd ook al vermeld dat Chris Columbus de film zal regisseren. Acht maanden later, in januari 2008, werd bevestigd dat Heroes-actrice Hayden Panettiere de titelrol op zich zal nemen. Op 26 februari 2008 werd onthuld dat nieuwkomer Paul Rust de mannelijke hoofdrol zal spelen.
De opnames vonden tussen maart en juni 2008 plaats in Vancouver.